# Ivan Kružliak
Ivan Kružilak (ur. 24 marca 1984 w Bratysławie) – słowacki sędzia piłkarski. Od 2013 sędzia międzynarodowy. 

## Kariera
Od 2010 roku sędziował mecze słowackiej 1. ligi. Od 2012 sędziuje mecze w Lidze Europy. Na poziomie reprezentacyjnym zadebiutował w meczu Węgry – Izrael, zakończonego rezultatem 1:1. 
Sędziował mecze na młodzieżowych Mistrzostwach Europy (U17, U19, U21), w tym również mecze finałowe. 
W kwietniu 2024 został wybrany na jednego spośród 19 sędziów głównych na Mistrzostwa Europy 2024 w Niemczech, które odbędą się w czerwcu i lipcu 2024 roku.

## Mecze sędziowane w trakcie Mistrzostw Europy 2024
| Mecz                 | Data            | Miejsce                      | Runda        | Wynik | Żółta kartka | Czerwona kartka |
| -------------------- | --------------- | ---------------------------- | ------------ | ----- | ------------ | --------------- |
| Szkocja – Szwajcaria | 19 czerwca 2024 | RheinEnergieStadion, Kolonia | Faza grupowa | 1:1   | 5            | 0               |
| Holandia – Austria   | 25 czerwca 2024 | Stadion Olimpijski, Berlin   | Faza grupowa | –     |              |                 |